# Mechelen

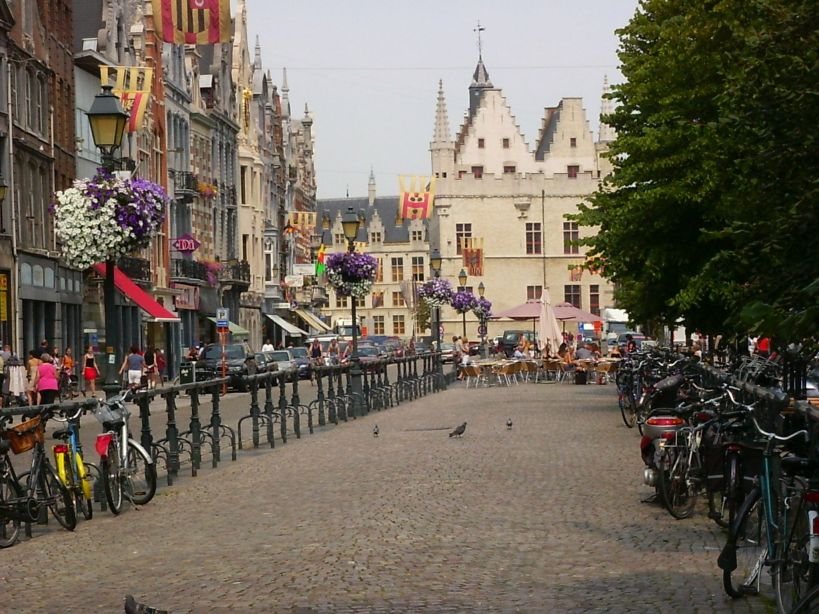
IJzerenleen, Mechelen

Mechelen ([ˈmɛxələ(n)] anhörenⓘ, deutsch Mecheln, französisch Malines) ist eine Stadt in der Provinz Antwerpen in Belgien mit 89.313 Einwohnern (Stand 1. Januar 2024). Mechelen ist Sitz des Primas von Belgien, Erzbischof Luc Terlinden.

## Beschreibung
Die Innenstadt von Mechelen, die kaum 1 km Durchmesser hat, hat eine fast kreisrunde Form, breite, regelmäßige Straßen und ansehnliche öffentliche Plätze, darunter den Grote Markt (Großer Marktplatz), den Veemarkt (Viehmarkt) und den Schoenmarkt (Schustermarkt) mit dem Denkmal von Margarete von Österreich.

## Geschichte
Mechelen fiel bei der Teilung des fränkischen Reichs zwischen Karl dem Kahlen und Ludwig dem Deutschen an Lothringen, wurde aber zwischen 911 und 915 von Karl dem Einfältigen an Pfalzgraf Wigerich geschenkt.
Die Stadt als Teil der Herrlichkeit Mechelen kam 1336 durch Kauf an die Herzöge von Brabant und 1383 durch Heirat an Philipp den Kühnen von Burgund. 1477 kam die Stadt durch Verheiratung Marias von Burgund, der Erbtochter Herzog Karls des Kühnen, mit Maximilian I. an das Haus Habsburg. 1490 wurde Mechelen von Kaiser Friedrich III. zu einer Edlen Grafschaft erhoben und bildete als solche die 17. der niederländischen Provinzen. 1559 wurde die Stadt Sitz eines Erzbischofs. Unter der Statthalterin Margarete von Österreich war Mechelen zeitweise Hauptstadt der Niederlande.
Nach dem Abfall der sieben vereinigten Provinzen kam die Stadt wieder zu Brabant und wurde, nachdem Herzog Karl der Kühne 1473 das Parlament von Mechelen als ständigen Gerichtshof für die burgundischen Niederlande (also nicht für das ursprüngliche Herzogtum von Burgund und die Freigrafschaft Burgund) installiert hatte, zur faktischen Hauptstadt der burgundischen Niederlande. Das Gericht tagte ab 1474 im Schepenhuis. Dieser Gerichtshof wurde 1477 von Maria von Burgund, der Tochter Karls des Kühnen, im Zusammenhang mit dem Großen Privileg wieder abgeschafft. Einige Jahrzehnte später, 1504, bestimmte Philipp der Schöne den Großen Rat (der nun nicht mehr Parlament genannt wurde) in Mechelen wieder zum Sitz des Großen Rats von Mechelen, des höchsten Gerichtshofs für die gesamten habsburgischen Niederlande.
1572 richtete Fernando Álvarez de Toledo, Herzog von Alba hier eine seiner grausamsten Schlächtereien an.
Die Bruderschaft der Alexianer in Mechelen bestand vom 14. bis zum 20. Jahrhundert.
Am 5. Mai 1835, fünf Jahre nach der Unabhängigkeit Belgiens, wurde die Bahnstrecke Brüssel–Mechelen eröffnet. Sie war eine der ersten dampfbetriebenen Bahnlinien auf dem europäischen Kontinent und förderte die Industrialisierung der Stadt und der Region.
Im Jahr 1863 fand in Mecheln ein katholischer Kongress statt (dabei forderte Charles de Montalembert die Gewissensfreiheit).
Im Ersten Weltkrieg wurde Mecheln am 27. und 28. August 1914 während des taktischen Rückzugs von den Deutschen bombardiert, wobei viele historische Gebäude, besonders auf der IJzerenleen und am Schönmarkt, teilweise oder vollständig zerstört wurden. Nach einem Architekturwettbewerb wurden sie nach 1918 historisierend weitgehend wiederaufgebaut.
Im Westfeldzug (Mai 1940) wurden die Beneluxstaaten von Truppen der Wehrmacht besetzt; bis September 1944 befand sich in der Stadt das SS-Sammellager Mecheln, von dem aus mehr als 25.000 Juden von der deutschen Besatzungsmacht ins KZ Auschwitz deportiert wurden. In den Räumen des ehemaligen Lagers ist heute eine Gedenkstätte. 1944 wurde die Stadt durch britische Truppen befreit.
In den 1970er Jahren wurde Mechelen im Rahmen der Zweiten belgischen Staatsreform der provisorische Sitz der Flämischen Gemeinschaft, bis dieser nach Brüssel verlegt wurde. Am 1. Januar 1977 wurde die Stadt Mechelen mit den Umlandgemeinden Heffen, Hombeek, Leest, Muizen und Walem zusammengelegt und gewann durch diese Gemeindefusion über 14.000 neue Einwohner. In den letzten Jahrzehnten ist Mechelen wie andere belgische Städte stark durch Einwanderung geprägt: 27,3 % der Bewohner sind Allochthone, etwa 20 % sind Muslime. In den 1990er Jahren hatte die Stadt mit sozialer Segregation, Kriminalität, Verschmutzung und Abwanderung zu kämpfen, gilt jedoch mittlerweile als Beispiel, wie diese Probleme in den Griff zu bekommen sind.

## Politik

### Stadtrat
- PVDA: 3
- Vooruit: 5
- OVLD-Gr: 19
- CD&V: 3
- N-VA: 9
- VB: 4

Nach der Wahl wurde eine Koalition aus OpenVLD-Groen und Vooruit eingegangen. 
 Zusammen haben sie mit 24 Sitzen eine Mehrheit.
- PVDA: 4
- Vooruit: 31
- Groen: 3
- OVLD-Gr: 74
- CD&V: 20
- CD&V – NVA: 8
- NVA – OVLD: 11
- N-VA: 27
- VB: 33

### Wappen
Blasonierung: „In Gold drei rote Pfähle, belegt mit einem Schildchen, darin in Gold ein schwarzer Adler. Erhöht auf dem Schildrand eine goldene Ringkrone mit rot-blau-rot-blau-roten eckigen Steinen, oben besteckt mit dreizehn silbernen Perlen, drei mittig und an den Rändern erhöht, gehalten von zwei rotbezungten und -bewehrten goldenen Greifen, darunter in goldenem Devisenband in schwarzen Majuskeln das Motto: „IN TROUWEN VAST“ („IN TREUE FEST“)“

### Partnerstädte
- Arvada, Colorado
- Chengdu, China
- Sibiu, Rumänien

## Wirtschaft
In Mechelen gibt es metallverarbeitende, feinmechanische und chemische Industrie sowie Maschinen- und Transformatorenbau. Auch für ihre Brauereien ist die Stadt bekannt; insbesondere durch die Traditionsbrauerei Het Anker, die zu den ältesten Brauereien Belgiens gehört. Außerdem sind hier Betriebe für die Herstellung von Schmuck ansässig, sowie Betriebe, die nach wie vor die traditionellen Mechelner Klöppelspitzen herstellen. Die Firma Kellogg Company produziert in Mechelen Pringles für den europäischen Markt, doch nach ihrem Verkauf ist der Standort nicht gesichert. Der Wirkstoffforscher Galapagos hat zudem seinen Hauptsitz in Mechelen.

## Verkehrsanbindung
Mechelen liegt in einer fruchtbaren Ebene an der Dijle und dem Löwen-Dijle-Kanal von Löwen nach Antwerpen. Der Bahnhof Mechelen befindet sich an der Bahnstrecke Brüssel–Antwerpen. Er bietet Verbindungen nach Löwen, Lier, Dendermonde, Gent und Terneuzen. Ferner bestehen hier ein Ausbesserungswerk und der ehemalige Rangierbahnhof Muizen, der jedoch nach Umbau noch als Güterbahnhof genutzt wird. Die Europastraße 19 (Amsterdam–Paris) ist die nächste Fernstraße, etwa gleich weit von Brüssel (30 km südlich) und Antwerpen (25 km nördlich) entfernt.

## Tradition
Der traditionelle jährliche Ommegang (Umzug) beinhaltet Riesen und Riesenkinder, musikalisch begleitet vom Reuzenlied (Riesenlied) sowie andere historische Attraktionen.
Er wurde gemeinsam mit anderen traditionellen Festen und Veranstaltungen im Jahr 2008 unter dem Titel Prozessionen der Riesen und Drachen in Belgien und Frankreich von der UNESCO in die Repräsentative Liste des immateriellen Kulturerbes der Menschheit aufgenommen.

## Sehenswertes

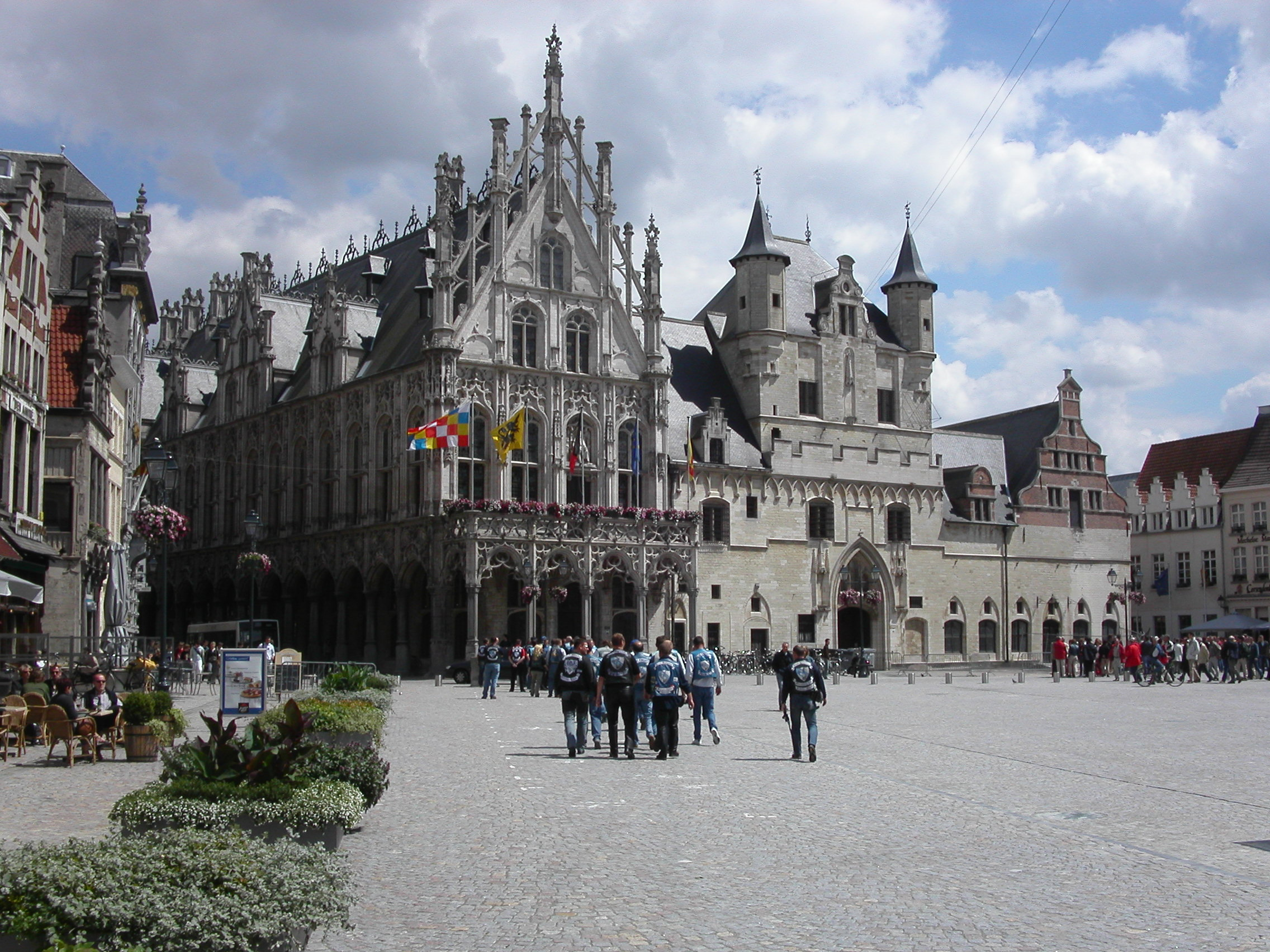
Rathaus

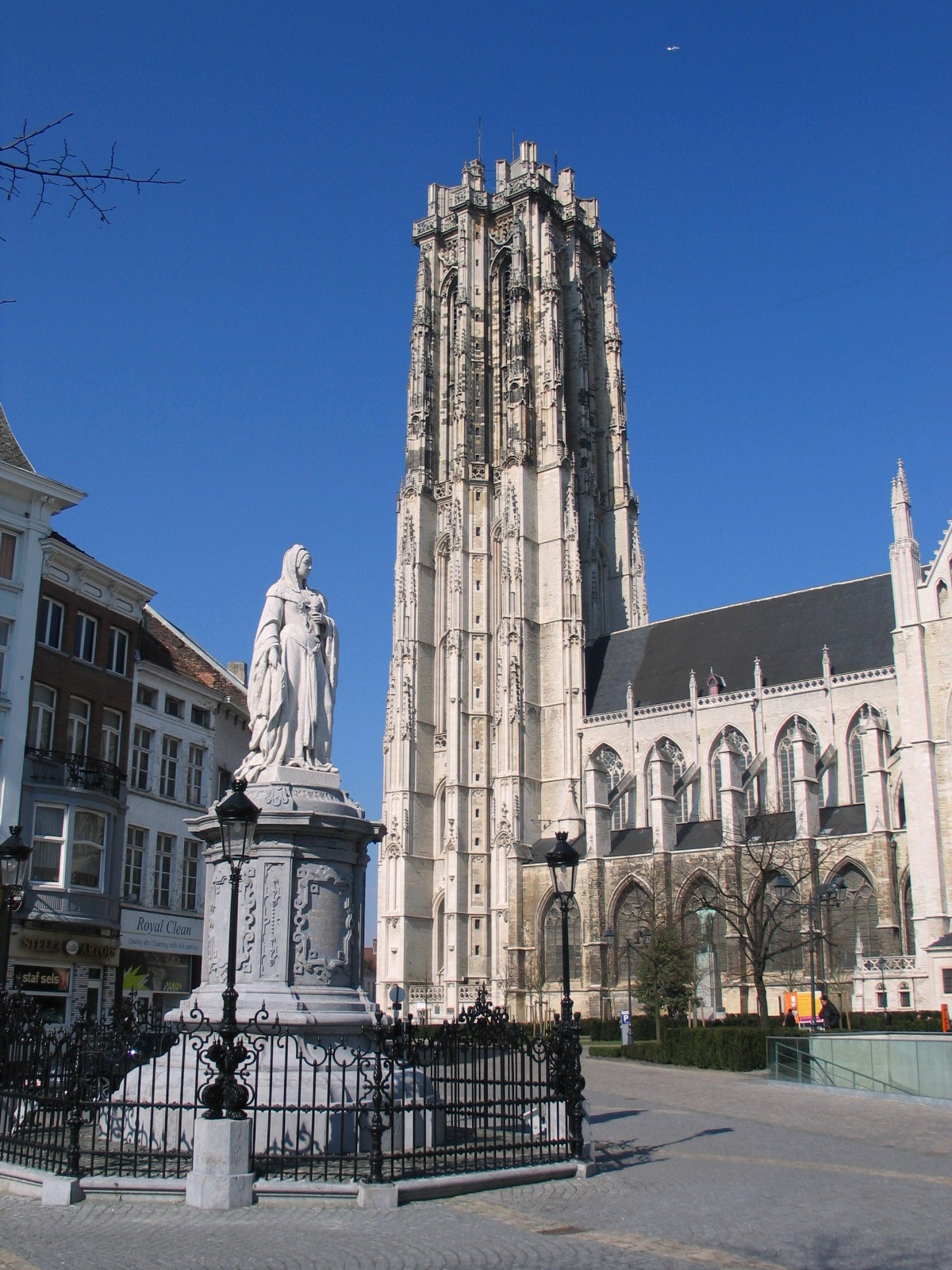
St.-Rombouts-Kathedrale mit dem Denkmal Margaretes von Österreich

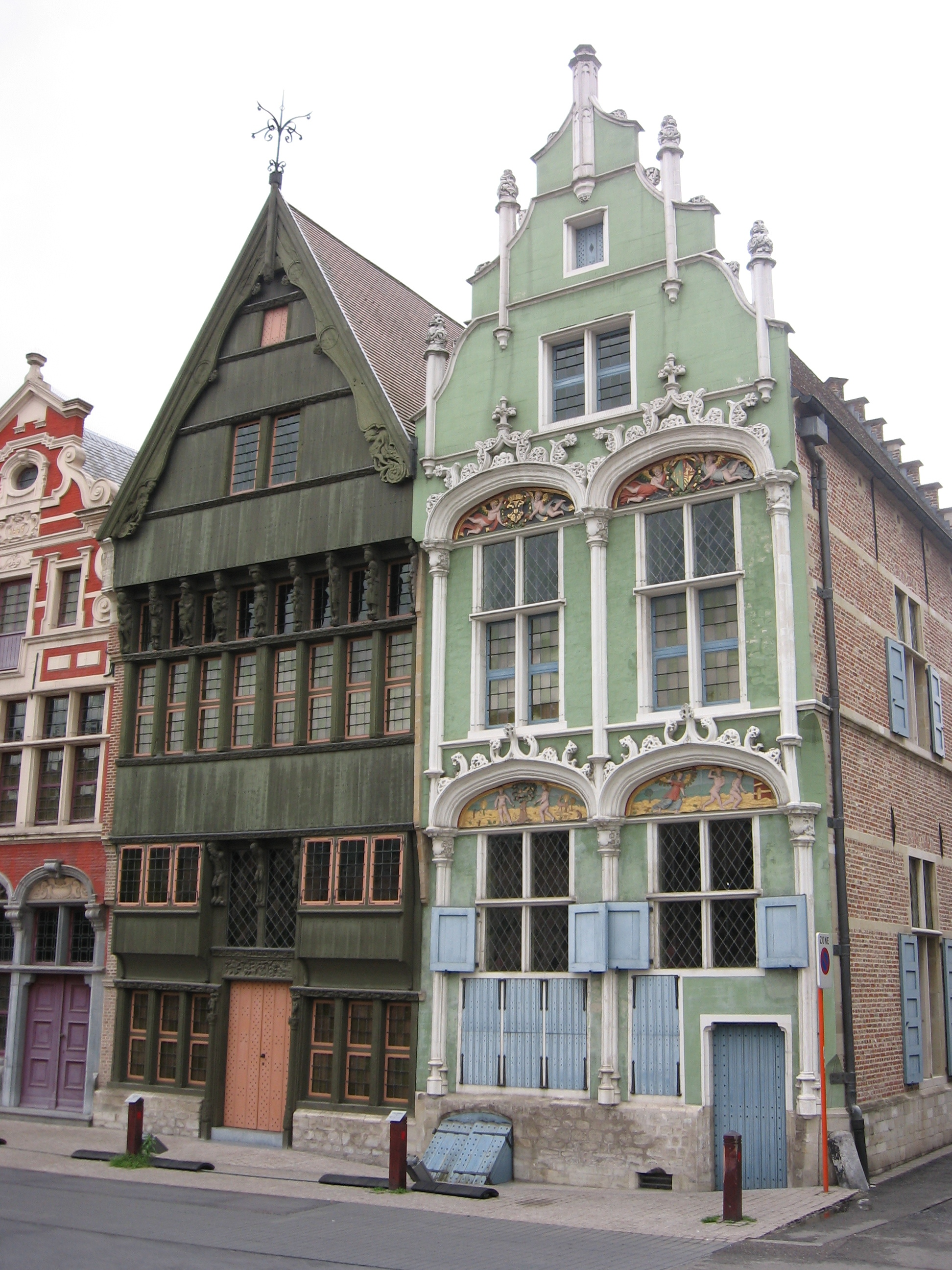
Die drei berühmten Stadthäuser Sint Jozef, De Duivel (Der Teufel) und Het Paradijs (Das Paradies);

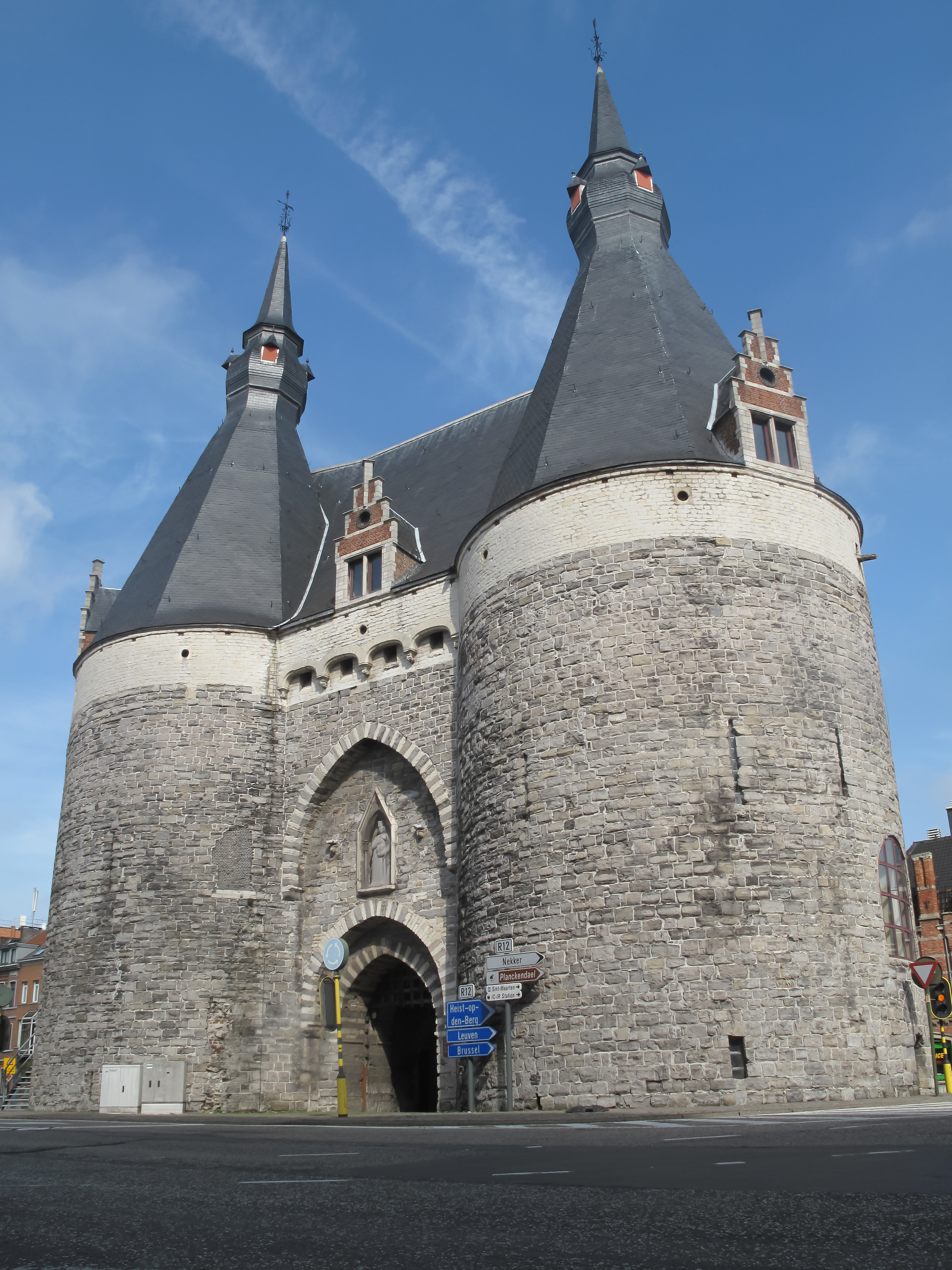
Brüsseler Stadttor

Bemerkenswert ist die Dichte von mehr als 300 denkmalgeschützten Gebäuden, darunter acht Kirchen, auf weniger als drei Quadratkilometern.
- gotische Kathedrale des heiligen Romuald (Sint-Rombouts-Kathedraal) aus dem 13.–15. Jahrhundert mit einem 98 m hohen, aber unvollendeten Turm, der als Belfried seit 1999 zum UNESCO-Welterbe „Belfriede in Belgien und Frankreich“ gehört und zwei Carillons beherbergt, sowie mit wertvollen Gemälden (Altarblatt von van Dyck).
- Auch der Belfried der Tuchhalle (1340), inzwischen Teil des Rathauses, gehört zum genannten UNESCO-Welterbe.
- Rathaus (→ Lage)
- Stadthaus, auch „De Beyaert“ genannt (15. Jahrhundert; → Lage)
- Großer Beginenhof mit der zugehörigen Beginenhofkirche und Kleiner Beginenhof – beide gehören seit 1998 zum UNESCO-Welterbe der flandrischen Beginenhöfe.
- Liebfrauenkirche (→ Lage) aus dem 16. Jahrhundert, mit Rubens’ berühmtem Fischzug.
- Johanniskirche (→ Lage) enthält einige wertvolle Gemälde von Peter Paul Rubens.
- Katharinenkirche
- Basilika Unserer Lieben Frau von Hanswijk, barocke Wallfahrtskirche
- Palast von Margarete von Österreich, seit dem 20. Jahrhundert Gerichtshof (→ Lage)
- Hof van Busleyden (→ Lage) und der Hof von Savoyen (frühes 16. Jahrhundert)
- Straße IJzerenleen mit vielen historischen Gebäuden, darunter das Oud Schepenhuis (→ Lage)
- Erzbischöflicher Palast (→ Lage)
- Munizipalkollegium (früher Deutschordenshaus)
- Eisenbahnmuseum Mechelen
- Kazerne Dossin – Gedenkstätte, Museum und Dokumentationszentrum für Holocaust und Menschenrechte am Ort des ehemaligen SS-Sammellagers Mechelen
- Zeughaus
- Fernseh- und Wasserturm Mechelen

## Söhne und Töchter der Stadt
- Cornelis Roelants van Mechelen (1450–1525), flämischer Arzt und Pädiater, grundlegende Schrift zur Kinderheilkunde
- Jan Standonck (1453–1504), Priester, Scholastiker und Reformer
- Johannes Varennius (1462–1536), Lehrer am Collegium Trilingue, schrieb: SYNTAXIS LINGVUAE GRAECAE… COLONIAE Martinus Gymnicus excudebat ANNO M.D.L.[12]
- Jan van Wavere († 1521/1522), brabantischer Fassmaler
- Franz II. von Taxis (um 1514–1543), Generalpostmeister des 16. Jahrhunderts
- Augustinus Hunnäus (1521–1577/1578), Theologe und Philosoph
- Philippe de Monte (1521–1603), Komponist des 16. Jahrhunderts
- Jakob de Punder (1527–ca. 1570), niederländischer Maler der Renaissance
- Pieter Damant (1530–1609), dritter Bischof von Gent
- Gerhard Dorn (um 1530–nach 1584), Mediziner, Alchemist, Übersetzer und Herausgeber
- Caspar Heidanus (1530–1586), reformierter Theologe und Prediger
- Hans Ruckers (1533/55–1598), Begründer der Familiendynastie der Ruckers (bekannteste flämische Cembalobauer aus dem Antwerpen des 16. und 17. Jahrhunderts)
- Frans Hogenberg (1535–1590), Kupferstecher und Radierer
- Mathias Hovius (1542–1620), Erzbischof von Mechelen
- Anton van Obberghen (1543–1611), Baumeister von Antwerpen, Helsingør und Danzig
- Gillis van den Vliete (1547–1602), Bildhauer
- Denis van Alsloot (um 1570–1626), Maler
- Adam de Coster (um 1586–1643), Maler und Zeichner
- Philips van der Aa († nach 1586), oranischer Jurist und Staatsmann
- Maria Faydherbe (vermutlich September 1587; † nach 1633) Bildhauerin
- Joannes Wachtendonck (1592–1668), Theologe und Bischof
- Pieter van Avont (1600–1652), Maler
- Lucas Faydherbe (1617–1697), Bildhauer und Architekt
- Abraham van den Kerckhoven (um 1618–1702), Komponist und Organist
- Rombout Verhulst (1624–1698), flämischer Bildhauer des 17. Jahrhunderts
- Oswald Onghers (1628–1706), Barockmaler des 17. und 18. Jahrhunderts
- Jakob van der Auwera (1672–1760), Hofbildhauer in Würzburg, Vater von Lukas Anton und Johann Wolfgang van der Auwera[13]
- Jean François Michel (1697–1772), Anwalt und Kaufmann
- Ludwig van Beethoven (1712–1773), der Großvater des Komponisten Ludwig van Beethoven
- Jacobus Goyers (1719–1809), Theologe, Kirchenhistoriker und Bibliograph
- Pierre Corneille van Geel (1796–um 1837), Priester, Polemiker und Botaniker
- Pierre-Joseph van Beneden (1809–1894), Parasitologe und Paläontologe
- Egide Walschaerts (1820–1901), Maschinenbauingenieur
- Willem Geets (1838–1919), Historienmaler und Radierer sowie Kunstpädagoge
- Edmundo Pallemaerts (1867–1945), belgisch-argentinischer Komponist und Musikpädagoge
- Émile Danco (1869–1898), Artillerieoffizier und Antarktisforscher
- Rik Wouters (1882–1916), Bildhauer, Maler
- Gerard Bosch van Drakestein (1887–1972), niederländischer Bahnradfahrer
- Jean Baptiste Janssens (1889–1964), 27. General der Societas Jesu
- Joseph Muyldermans (1891–1964), Patristiker
- Frans Olbrechts (1899–1958), Volkskundler, Ethnologe und Anthropologe
- Staf Nees (1901–1965), Komponist und Carillon-Spieler
- Jan Diddens (1906–1972), Fußballspieler
- Théodore Nouwens (1908–1974), Fußballspieler
- Willy Anthoons (1911–1982), Bildhauer
- Alex Fain (1912–2009), Tropenmediziner, Acarologe und Parasitologe
- Henry Bauchau (1913–2012), Psychotherapeut und Schriftsteller
- Pierre L. G. Benoit (1920–1995), Agraringenieur, Entomologe und Arachnologe
- Peter Cabus (1923–2000), flämischer Komponist
- John Ward (1927–2015), Jazz-Schlagzeuger
- Jan Segers (1929–2024), Komponist, Dirigent, Musiker und Redakteur
- Piet Haan (1930–2017), Radrennfahrer
- Michel van Esbroeck (1934–2003), Jesuit und Orientalist
- Vic Nees (1936–2013), Komponist für Chorwerke, Programmleiter für Chormusik beim Flämischen Rundfunk
- Victoire Van Nuffel (* 1937), Radsportlerin, geboren in Hombeek
- Fernand Goyvaerts (1938–2004), Fußballspieler
- Jan Lambrechts (* 1938), Radrennfahrer
- Constant Jongen (* 1940), Radrennfahrer
- Franz Marijnen (1943–2022), Regisseur
- Julien Stevens (* 1943), Radrennfahrer
- Herman Van Loo (1945–2017), Radrennfahrer
- Georges Leekens (* 1949), Fußballspieler und -trainer
- Hugo Van Aken (* 1951), Mediziner und Hochschullehrer
- Chris Joris (* 1952), Jazzmusiker
- Marcel Laurens (* 1952), Radrennfahrer
- Carry Goossens (* 1953), Schauspieler und Komödiant
- Luc Deflo (1958–2018), Krimiautor
- Ludo De Rey (* 1958), Radrennfahrer
- Irmhild Boßdorf (* 1967), deutsche Politikerin (AfD)
- Mike Verstraeten (* 1967), Fußballspieler
- André Donni (* 1971), Jazzmusiker
- Jan Verlinden (* 1977), Fußballspieler
- Hans Somers (* 1978), Fußballspieler
- Steven Defour (* 1988), Fußballspieler
- Anthony Limbombe (* 1994), Fußballspieler
- Mike De Decker (* 1995), Dartspieler
- Makar (* 1998), Rapper
- Anass Zaroury (* 2000), marokkanisch-belgischer Fußballspieler
- Emmanuel Matuta (* 2002), Fußballspieler